# Bathory (album)
A Bathory című lemez a svéd Bathory együttes 1984-es debütáló albuma volt. Először csak 1000 példányban jelent meg mikrobarázdás lemezen, de 1990-ben CD-n is hozzáférhetővé tették.
A csekély hangszeres képzettségről árulkodó, borultan sátánista gondolkodású, de ösztönzően egyedi első albumról a megjelenésekor még nem sokan gondolták, hogy egy új stílus létrehozója lesz. Azóta a lemez black metal körökben alapkőnek számít. A pontatlanul feljátszott számok, a rossz minőségű hangzás ellenére a lemezt körbelengi egy sötét, titokzatos hangulat. Hatása szinte felbecsülhetetlen, többek közt olyan zenekarokra volt inspiráló hatással, mint: Gorgoroth, Dark Funeral, 1349, Emperor, Satyricon, Sear Bliss stb.

## Számlista
1. "Storm of Damnation (Intro)" – 3:06
2. "Hades" – 2:45
3. "Reaper" – 2:44
4. "Necromansy" – 3:40
5. "Sacrifice" – 3:16
6. "In Conspirasy with Satan" – 2:29
7. "Armageddon" – 2:31
8. "Raise the Dead" – 3:41
9. "War" – 2:15
10. "Outro" – 0:22

## Közreműködők
- Quorthon – elektromos gitár, ének, szöveg
- Rickard Bergman – basszusgitár
- Stefan Larsson – dob